# Мулино (деревня, Нижегородская область)
Му́лино — деревня в составе Мулинского сельсовета в Володарском районе Нижегородской области.

## География
Деревня расположена в 4 км на юг от центра сельсовета посёлка Мулино и в 24 км на северо-запад от райцентра города Володарск. 
Рядом с деревней расположен памятник природы под названием «Болото Сумино (включая болота Малое Сумино)». 

## История
По переписным книгам 1678 года деревня входила в состав Старковского прихода, в ней было 9 дворов крестьянских. 
В XIX — первой четверти XX века деревня входила в состав Мячковской волости Гороховецкого уезда Владимирской губернии, с 1926 года — в составе Гороховецкой волости Вязниковского уезда. В 1859 году в деревне числилось 42 дворов, в 1905 году — 90 дворов, в 1926 году — 153 дворов.
С 1929 года деревня являлась центром Мулинского сельсовета Гороховецкого района Ивановской Промышленной области, с 1936 года — в составе Ивановской области, с 1944 года — в составе Володарского района Горьковской области, с 1959 года — в составе Дзержинского района, с 1985 года — в составе Володарского района.

## Население
| 1859 | 1905 | 1926 | 1999 | 2002 | 2010 |
| ---- | ---- | ---- | ---- | ---- | ---- |
| 343  | ↗497 | ↗722 | ↘140 | ↘139 | ↘91  |